# Enolmis
Enolmis é um gênero de traça pertencente à família Agonoxenidae.